# شورای کشروث کانادا
شورای کشروث کانادا (که بیشتر با عنوان COR شناخته می شود)، یک آژانس صدور گواهینامه کوشر در کانادا است. این شورا بیشتر به دلیل خدمات نظارت بر کوشر  شناخته شده است. نماد این شورا COR است که بر روی برچسب بسیاری از محصولات غذایی تجاری و مصرفی در کانادا یافت می شود. این شورا به 1000 موسسه خدمات ارائه می دهد که به التبع 70000 محصول در سبد مصرف کنندگان کانادایی را شامل می شود.   از سپتامبر 2014،  COR  تعداد 70 ماشگیچیم یا ناظر شرعی غذایی عبری (به انگلیسی: mashgichim) تمام وقت و پاره وقت را استخدام کرده که در سالن های خدمات غذایی و پذیرایی محلی کار می کنند. به علاوه تقریباً 30 ماشگیچیم در سراسر جهان وجود دارند که بر کارخانه های تولیدی دارای گواهی COR نظارت می کنند.  COR بر غذای اماکن رویدادی مانند مرکز راجرز ، مرکز ایر کانادا و باغ وحش تورنتو نظارت می کند. این موسسه تاکنون به جمعاً 53 رستوران در تورنتو گواهی داده است. همچنین، در همکاری با با کالج آشپزی پیوند (به انگلیسی: Liaison Culinary College)، یک برنامه آموزشی معتبر کالج برای ماشگیچیم های خود دارد. 
COR به سوالات مربوط به کوشر از طریق تلفن، ایمیل، متن و رسانه های اجتماعی پاسخ می دهد. در آوریل 2016، یک ماه قبل از عید پسح ، COR مجموعاً به 10000 سؤال پاسخ داده بود.

## تاریخچه
COR در نوامبر 1952 تاسیس شد. قبل از آن، تهیه گوشت کوشر قانونی در تورنتو سخت بود زیرا هیچ مقرراتی وجود نداشت. از کنگره یهودیان کانادا خواسته شد تا سیستمی را برای اطمینان از مشروعیت وضعیت کوشر گوشت در تورنتو ایجاد کند. در سال 1954، یک هیئت خاخام به نام "واد هاکاشروث کنگره یهودیان کانادا در منطقه مرکزی" تأسیس شد. این هیئت متشکل از 12 خاخام بود که تا سال 2017 به 26 عضو افزایش یافت. در ژوئن 1956، نام واد هاکاشروث (به انگلیسی: Vaad Hakashruth) به شورای خاخام های ارتدکس (به انگلیسی: Council of Orthodox Rabbis)، به اختصار COR، تغییر یافت. در اوایل دهه 1960، COR با موفقیت از نخست وزیر جان جی. دیفن بیکر درخواست کرد تا شحیطه به طور قانونی توسط دولت فدرال تأیید شود و توسط قانون کانادا محافظت شود. برای سال‌ها، خاخام گدالیا فلدر رئیس Vaadواد هاکاشروث بود و در سال 2006، پسرش خاخام یاکوف فلدر نایب رئیس و در نهایت رئیس آن شد.